# دوري هايتي لكرة القدم 2016
دوري هايتي لكرة القدم 2016 هو الموسم 53 من دوري هايتي لكرة القدم. كان عدد الأندية المشاركة فيه 18، وفاز فيه Racing CH ‏.